# گریبسکویه
گریبسکویه (به لاتین: Gribskoye) یک منطقهٔ مسکونی در روسیه است که در استان آمور واقع شده‌است.